# 名山藏
《名山藏》，明朝紀傳體史書，全書37記，109卷。明代何喬遠撰。

## 著述緣起
何喬遠“自少年則有意聞國家典故”，“或摘其斷璧碎金，或匯其竹頭木屑，無椽不購訪，無書不采摭，無日無月不易稿”，“又遍抄本朝實錄，著《典謨記》、《名臣記》，號《名山藏》”，前後撰寫二十餘年，仍未定稿。崇禎年間，他的門生何如源翻閱《名山藏》，何喬遠說：“此稿猶未定。吾每喜閱者任意刪改。雖未必盡合吾意，然再閱到此，合則從，不合則否，不輕意放過矣。”

## 內容架構
《名山藏》專記明太祖至明穆宗事蹟，偶敘及神宗朝，重视民间资料的收集，在體裁上有所創新，如《方技記》專記明朝科技，《天因記》和《天驅記》專記明初開國事蹟，《王享記》專記明朝外交。此書有“务为深艰诡异之词”之病。有崇禎十三年（1640年）刻本。